# Urodiaspis
Urodiaspis es un género de ácaros perteneciente a la familia Dinychidae.

## Especies
Urodiaspis Berlese, 1916
- - Urodiaspis engelhardti (Hirschmann & Zirngiebl-Nicol, 1969)
  - Urodiaspis franzi Hirschmann & Zirngiebl-Nicol, 1969
  - Urodiaspis honesta (Hiramatsu, 1983)
  - Urodiaspis nicolae Hirschmann, 1984
  - Urodiaspis pannonica Willmann, 1951
  - Urodiaspis rectangulovata Berlese, 1916
  - Urodiaspis sandankyoensis (Hiramatsu, 1979)
  - Urodiaspis sejiformis Wisniewski & Hirschmann, 1993
  - Urodiaspis shcherbakae (Hirschmann, 1972)
  - Urodiaspis stammeri Hirschmann & Zirngiebl-Nicol, 1969
  - Urodiaspis tectus (Kramer, 1876)
  - Urodiaspis tetragonoides (Berlese, 1916)
  - Urodiaspis yonakuniensis (Hiramatsu, 1979)